# 台灣油礦陳列館

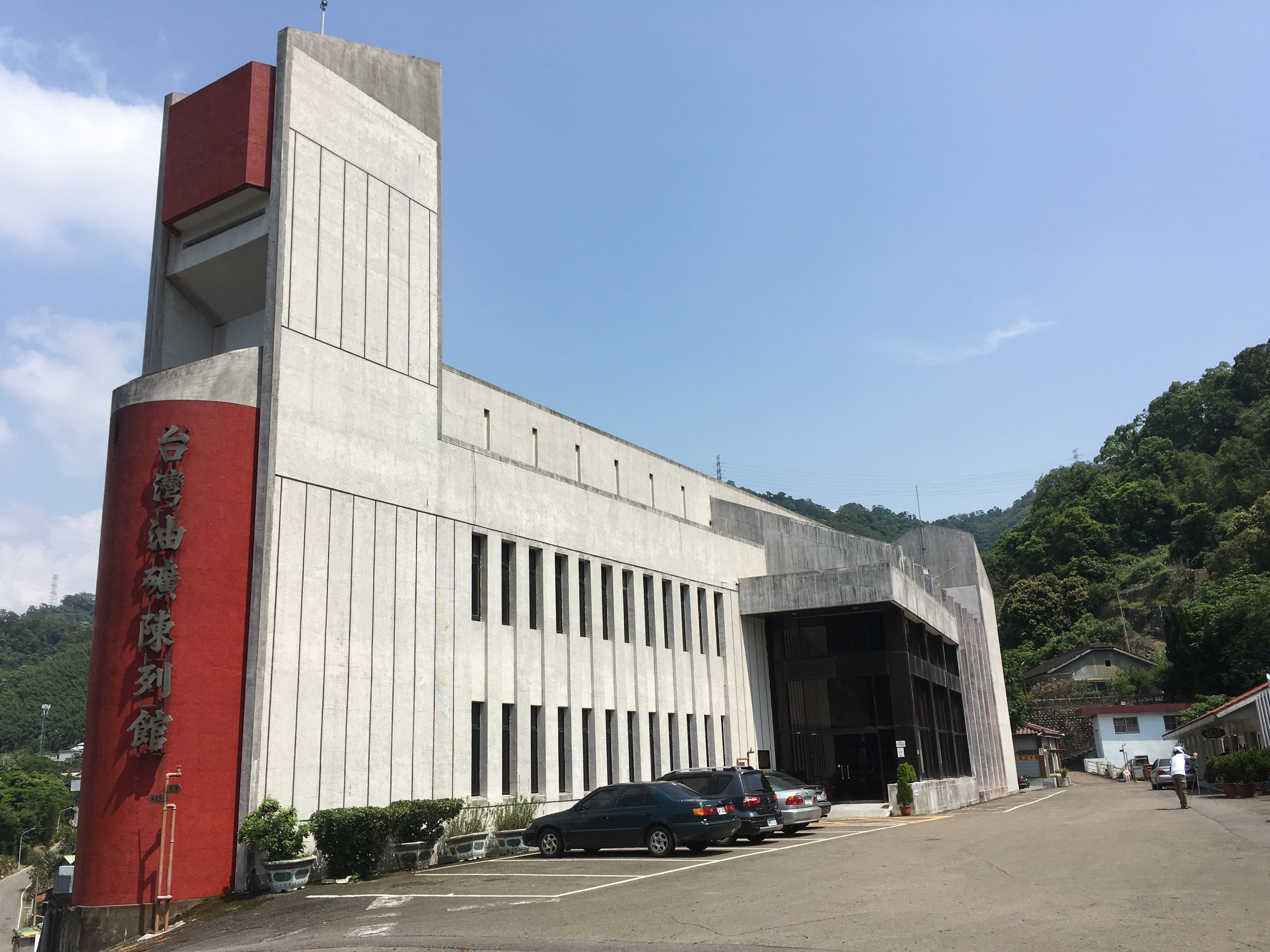
台灣油礦陳列館

台灣油礦陳列館（英語：Taiwan Oil Field Exhibition Hall），位於苗栗縣公館鄉開礦村後龍溪岸出磺坑礦場，隸屬台灣中油公司探採事業部，為臺灣最早發現石油的地點，是亞洲的第一口兼全世界的第二口油井，也是世界尚在生產的最古老油田。館中有原油標本、探勘鑽井生產、油氣處理與海域探勘的資料和模型等主題展覽室，詳細記錄油礦從探勘開採到發掘結束的歷程，珍貴的文獻史料和古蹟實物陳列著台灣的油礦探勘史和演進過程。

## 歷史沿革
- 1817年：當地居民吳琳芳在後龍溪畔發現浮油。
- 1861年：理蕃通事邱苟於後龍溪畔出磺坑附近手掘一井，汲取原油，為台灣油礦業的開端。
- 1877年：清政府將石油開採收歸官辦，自美國聘請技師，以簡單機具鑽鑿油井，是以現代科學方法開發石油之始。
- 1895年：日本海軍接管出磺坑礦權。
- 1903年：臺灣石油會社創立，獲得出磺坑礦權，並引進現代化開採設備，全面性科學化探勘。
- 1927年：原油總產量達22,830公秉，創下原油最高年產量記錄，之後油田趨於枯竭，產量逐漸減少。
- 1945年：中國石油公司接管前日本帝國石油株式會社及日本礦業株式會社在台灣所經營的產業。
- 1952年：於出磺坑老油田構造東翼鑽獲油氣。
- 1970年代：成功開發出磺坑深部新油氣層。
- 1981年：在出磺坑礦場設立「油礦開發陳列館」。
- 1990年：因參觀者日漸增多、原有場地不敷使用，因而在相距幾公尺處興建新館並正式定名為「台灣油礦陳列館」，對外開放參觀。

## 參觀資訊
- 開放時間：09:00am–04:00pm；週一休館
- 地址：苗栗縣公館鄉開礦村36號

## 外部連結
- 中油探採事業部
- 中華民國博物館學會介紹